# Instituto San Sebastian de Yumbel

Sediul școlii, situate în afara Plaza de Armas în orașul Yumbel.

Instituto San Sebastian de Yumbel (San Sebastián Institutul, în limba spaniolă), cunoscut inițial ca Seminarul din San Sebastian de Yumbel, este o școală privată subvenționat pilot Chile, care predă educația generală de bază (primul an la data de 8, inclusiv pre-grădiniță și grădiniță) și Media Umanistă științific Educație (prima la patra Medio). Este una dintre cele mai vechi instituții ale Provincia Biobío și joacă un rol important atât în comuna Yumbel și împrejurimile sale.

## Istoria
A fost fondat pe 06 octombrie 1879, de atunci Arhiepiscopul José Hipólito Salas, sub Seminarul numele de San Sebastian de Yumbel și 1905 a fost schimbat la numele actual, care poartă numele patronului orașului, sfântul și martir „San Sebastian “. Oferă cursuri în domeniul educației adulților de la 1881 și a învățământului preșcolar din anul 1920. A fost fondat de Episcopia de conceptie si este cea mai veche școală Biobío regiune.

## Dreptul de proprietate și finanțare
În prezent, titularul acesteia este Fundacion Educacional Cristo Rey, fiind parte a unei instituții de învățământ, format din cinci școli, cu toate acestea, a apărut abia în anii 1950 Școala primește sprijin financiar din partea Guvernului Chile, pentru calitatea sa de școală privată subvenționat